# Abul Atahija
Abul Atahija (polno ime Ismail Ibn Al Kasim Abul Atahija), arabski pesnik, * 748, † 826.
Bil je pisec ljubezenskih, pesimističnih in melanholičnih verzov, v katerih opeva minljivost in (ne)smisel zemeljskega bivanja. Bil je začetnik asketske intelektualne poezije pri Arabcih.